# Olaus Magnus
För andra betydelser, se Olaus Magnus (olika betydelser).

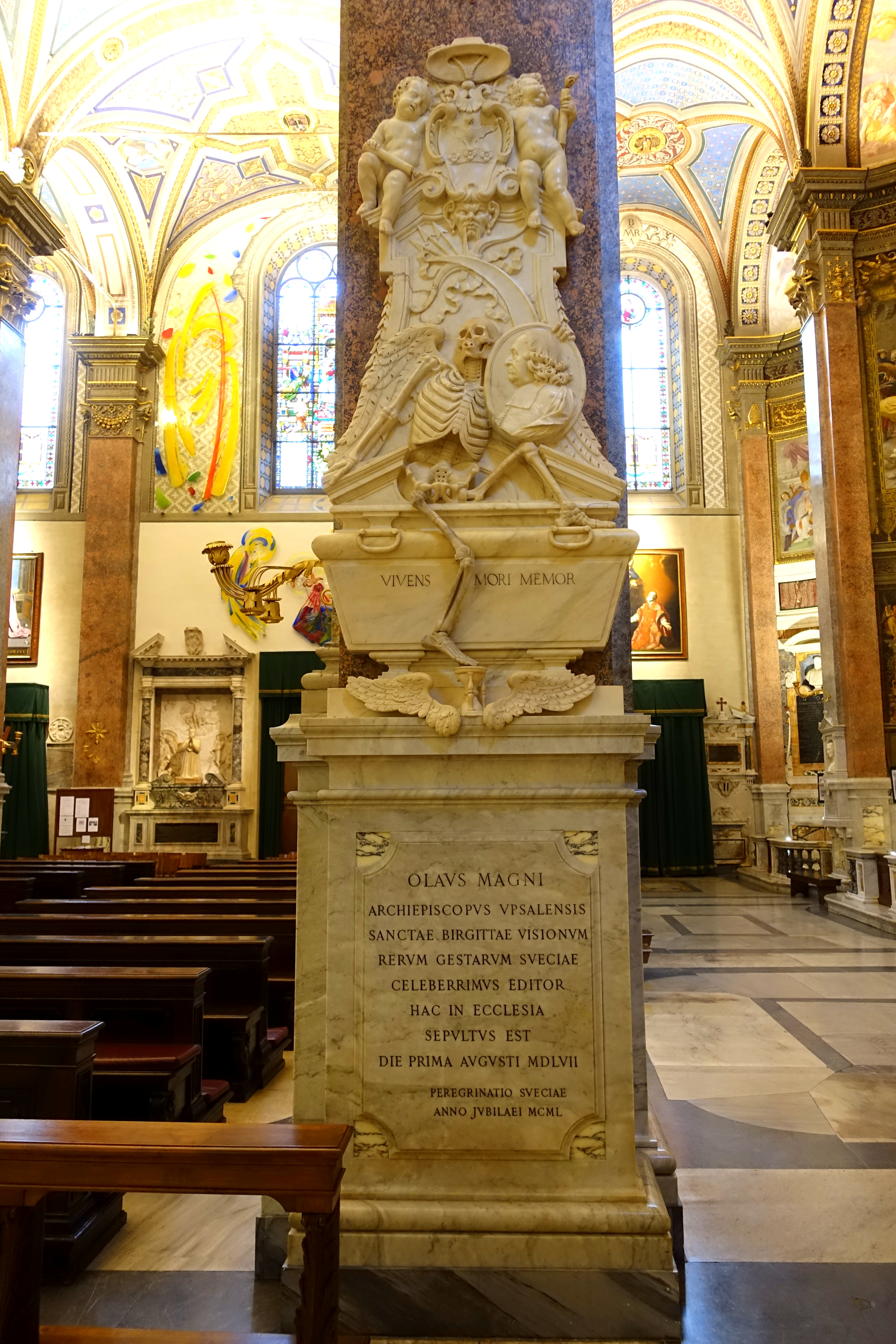
Minnesmärke över Olaus Magnus i Santa Maria dell'Anima i Rom.

Olaus Magnus (latinisering av Olof Månsson), född i oktober 1490 i Skänninge, död 1 augusti 1557 i Rom, var en svensk präst, titulärärkebiskop av Uppsala katolska stift samt diplomat, humanist, etnolog och kartograf. Olaus Magnus och hans bror Johannes har kallats de första svenska humanisterna. Till deras förtjänster räknas att de ökade intresset på kontinenten för Norden, liksom de nordliga folkens anseende. 

## Biografi

### Åren i Sverige
Olaus Magnus föräldrar var borgaren Måns Petersson i Linköping och Kristina. Han var bror till den svenske katolske ärkebiskopen Johannes Magnus.
Han gick i skola i Linköping och Västerås, studerade i Rostock och troligen Köln; baccalaureus 1514, magister. Olaus Magnus reste genom Norrland 1518–1519 där han sålde avlatsbrev och skaffade sig kunskaper om kulturen där. Resan var ett uppdrag av Arcimboldus, en apostolisk kommissarie, som företrädde kurian, och hade även politiska motiv då kusten härjats av danskarna.
Efter att ha tjänstgjort som kanik i Uppsala och Linköping, vistades han 1520 i Stockholm, och blev då vittne till Stockholms blodbad. Ungefär samtidigt utnämndes han till kyrkoherde där. Han utsågs till Domprost i Strängnäs 1523, och fick samtidigt i uppdrag att resa till Rom för att framföra Sveriges önskemål om tillsättandet av vissa ämbeten, särskilt för att få påven att godkänna brodern som ärkebiskop. Han meddelade då Vatikanen den religiösa utvecklingen i landet; Olaus Petri hade redan i tre år förkunnat Luthers lära. Året innan Gustav Vasa började visa tendenser på genomdrivande av liturgisk reformation vid kyrkomötet i Örebro 1529, hade han givit Olaus Magnus i uppdrag att förhandla om ett förbättrat handelsläge med Nederländerna, som hade flera Hansastäder och regerades av Habsburgarna. Då reformationen infördes 1527 tvingades dock Olaus Magnus jämte brodern till landsflykt, och begav sig då till Danzig, eftersom relationen till Rom var spänd.

### Landsflykting

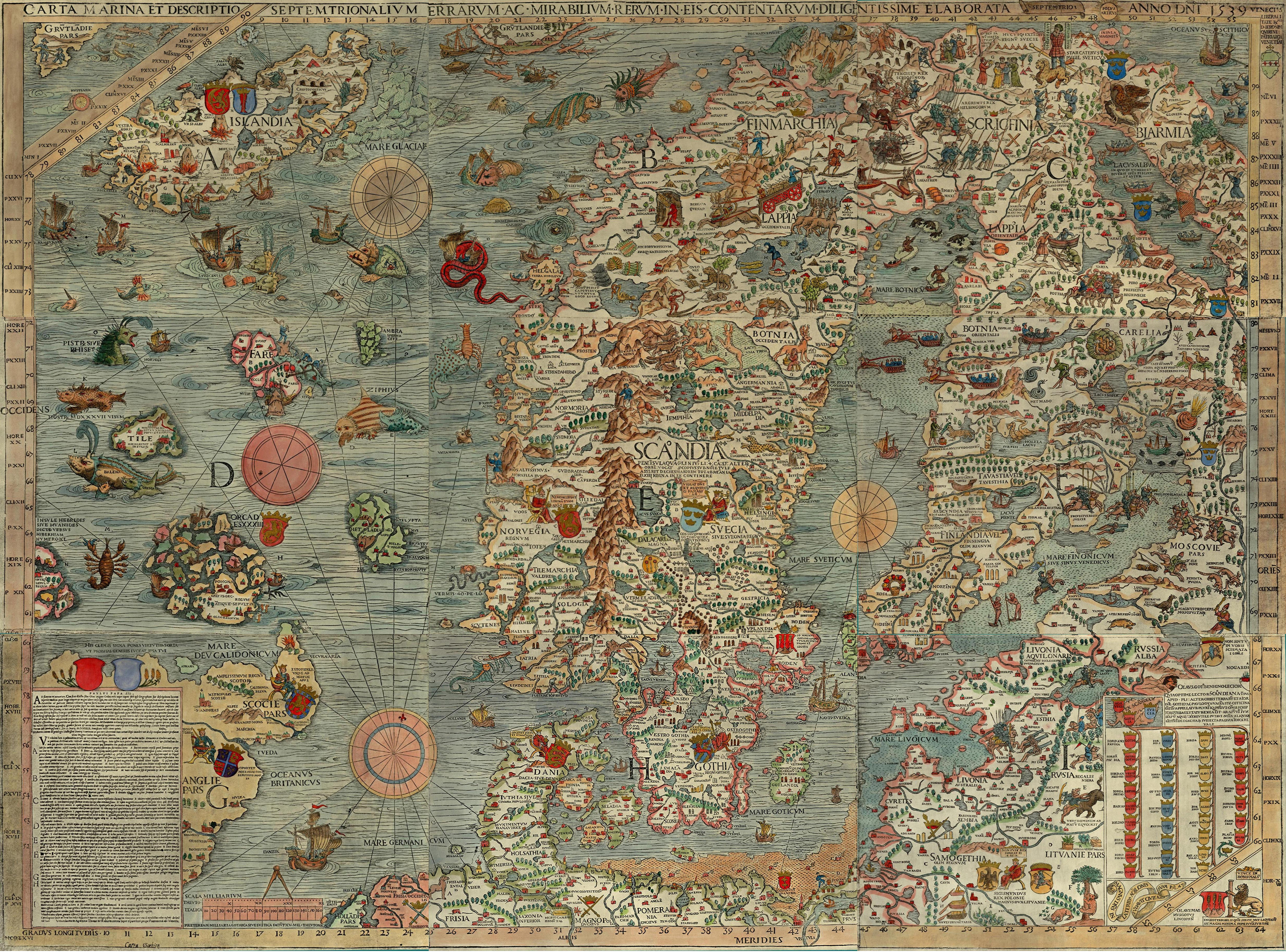
Carta marina, karta över Norden

I Danzig blev han inspirerad av sin portugisiske vän Damianus à Goes att studera sitt fädernelands kulturhistoria och kuriositeter, och erhöll ekonomiskt bistånd därtill av biskopen Johannes Dantiscus. Möjligen träffade han Copernicus där.
Han begav sig till Venedig 1539 där han fick bo hos patriarken Hieronimo Quirino vilken intresserade sig för Olaus Magnus studier av Sverige. Genom patriarkens frikostighet och sitt goda minne kunde Olaus Magnus cirka 1540 skapa kartan Carta marina, som föreställer Norden.
Brodern Johannes Magnus dog 1544 och Olaus Magnus utnämndes 26 oktober samma år av påven Paulus III till katolska kyrkans ärkebiskop i Uppsala. Vid det tridentinska mötet 1545 deltog han således som svensk delegat, och han hade föresatt sig att återinföra katolicismen i Sverige, men bodde kvar i Rom. Där utnämndes han av påven till föreståndare för Birgittahuset, där han sedan 1549 också hade sin bostad. Han anlade i Birgittahuset ett tryckeri och utgav därifrån bland annat sin brors och sina egna stora historiska arbeten.
Olaus dog 1 augusti 1557 och begravdes i Santa Maria dell'Anima i Rom, den tyska nationalkyrkan, där Hadrianus VI:s gravmonument ännu finns, men Olaus gravmonument försvann förmodligen vid restaureringen 1774. Kvar i kyrkan finns en text i latin uthuggen i marmor till minne av Olaus Magnus.

## Forskning
Olaus Magnus är främst känd för sin patriotiska framställning av Norden (Norden, Ryssland och Grönland) där han blandar etnologi, historia och kartografi med skrönor och folktro. Hans "Historia om de nordiska folken" - Historia de gentibus septentrionalibus, brev, och krönikor om den heliga Birgitta och hennes dotter, visar på en livlig berättarglädje, som dock i likhet med brodern saknar mycket av källkritik och ibland sanningsvärde.
| ”                                              | Redan i uråldriga tider, då det fanns jättar i Nordens bygder, d.v.s långt innan de latinska bokstäverna blifvit uppfunna, och förr än Carmenta anländt från Grekland och med Evander slagit sig ned vid Tiberns mynning på den romerska jorden, där de efter urinvånarnas fördrifvande lärde det råa och alldeles obildade folket hyfsning och äfven meddelade det undervisning i bokstäfvernas bruk – redan i urminnes tid, säger jag, voro de nordiska folken i besittning af en egen skrift. Till bevis härpå tjäna de klippblock af utomordentlig storlek som blifvit uppställda vid de gamles grafplatser och hålor. Och om någon skulle betvifla, att detta uträttats av jättarna och under den uräldsta tiden, så må han begifva sig dit upp… | „ |
| – Olaus Magnus, Historia om de nordiska folken | |   |

Historia är en litterär fortsättning på hans arbete med kartan Carta marina. Han blandar sina egna betraktelser från Norrlandsresan, gissningar och legender, med klassiska historieskrifter av bland annat Saxo och Jordanes, på ett urskillningslöst sätt men med övertygelse. När han beskriver den götiska skriften (runstenar), utgår han från att de är skapade av jättar från urtiden, och han berättar om otroliga sjöodjur som bor i Bottenhavet, om skidåkande samer, jägarkvinnor som överträffar männen i skicklighet, och om män med stora kransar över huvudena som skålar på fester. En tonvikt läggs vid att framhålla det nordiska folkets krigiska överlägsenhet, om dess naturliga förutsättningar i form av gruvindustri, och folkets medfödda mod.
Man kan ana en viss hemlängtan då han talar om fisktorgen i Venedig som trots sitt varierade utbud saknar vissa fiskar vars namn är omöjliga att få fram med grekiskt eller latinskt tungomål.
Redan under samtiden väckte Historia nyfikenhet och intresse. Den trycktes i de flesta större städer, och i Antwerpen och Amsterdam kom den i flera nytryck under 1600-talet. Olaus Magnus beskrivning av Norden anses också vara idékälla till Olof Rudbeck d.ä.:s historieforskning. Den översattes dock inte till svenska förrän 1909.